# Bizsu (Frakk, a macskák réme)
A Bizsu a Frakk, a macskák réme című rajzfilmsorozat első évadjának tizenharmadik része.

## Cselekmény
A macskák kitalálják, hogy Frakkot meg kéne házasítani, hogy végleg elköltözzön tőlük. Találnak is számára egy helyes Bizsu nevű kutyakisasszonyt, akivel megpróbálják összeboronálni. A vakrandi sajnos nem alakul fényesen, és a macskák terve a visszájára fordul.

## Alkotók
- Rendezte: Nagy Pál
- Írta: Bálint Ágnes
- Zenéjét szerezte: Pethő Zsolt
- Hangmérnök: Bársony Péter
- Vágó: Czipauer János
- Tervezte: Várnai György
- Háttér: Szálas Gabriella
- Asszisztens: Ifj. Nagy Pál
- Színes technika: Dobrányi Géza, Fülöp Géza
- Felvételvezető: Dreilinger Zsuzsa
- Gyártásvezető: Magyar Gergely Levente
- Produkciós vezető: Gyöpös Sándor, Kunz Román

Készítette a Magyar Televízió megbízásából a Pannónia Filmstúdió

## Szereplők
- Frakk: Szabó Gyula
- Lukrécia: Schubert Éva
- Szerénke: Váradi Hédi
- Bizsu: Hacser Józsa
- Fekete morgós kutya: Szabó Gyula

## Érdekességek
Ez az egyetlen olyan rész, amelyben csak az állatok: Frakk, Lukrécia és Szerénke szólalt meg a főszereplők közül, Károly bácsi és Irma néni nem kapott szöveges szerepet.
Bizsuról kiderül, hogy hol lakik: Labdarózsa utca 8. (a Labdarózsa utca Bálint Ágnes utalás egyik mesekönyvére).
A morgós kutyák közül a buldog már szerepelt az Elégtétel című epizódban is.